# Unimation
Unimation是全世界首家机器人制造商，亦是同时期美国最大的机器人制造商。于1961年由约瑟夫·恩格尔伯格和乔治·德沃尔联合创立。公司总部位于美国康涅狄格州丹伯里，其制造的工业机器人主要被用于汽车制造业。1982年被美国西屋电气收购，1988年又由瑞士史陶比尔接手。

## 公司创立

### 创立者
工程师约瑟夫·恩格尔伯格在康涅狄格州工业设备制造商Manning, Maxwell and Moore领导飞机产品部门。1950年代初，随着朝鲜战争的爆发，部门靠制造美国空军喷气机控制组件的分包合同获得了丰厚的利润。然而随着朝鲜战争的结束，部门业绩衰退，面临裁撤危机。
发明家乔治·德沃尔于1954年提出了一项名为《可编程物料传送器》的专利，使用磁介质记录编程指令，并利用伺服系统控制物料传送器，还提出“通用自动化”（Universal automation，德沃尔简称之为Unimation）的设想。

### 首台工业机器人

Unimate机器人草图

1956年，部门陷入危机的恩格尔伯格和寻求公司研发支持的德沃尔在鸡尾酒会上相遇，两人达成合作。恩格尔伯格还说服Consolidated柴电公司（后改名简称Condec）买下了Manning, Maxwell and Moore的飞机产品部门，并让新公司为德沃尔的专利开发提供资金。
1959年，研发团队推出了首台工业机器人原型——Unimate001号。1961年，机器人被成功推销给通用汽车，用于新泽西州特伦顿的汽车壓鑄厂。同年，德沃尔的《可编程物料传送器》专利获得批准。1961年是年，Unimation公司在康涅狄格州丹伯里成立，恩格尔伯格担任总裁，隶属于Consolidated公司。

## 公司发展
1962年，Unimation获得普尔曼公司注资成为其子公司（普尔曼 51%，Consolidated 49%）。1966年，Unimation开始量产工业机器人。
Unimation生产的机器人最初被应用于汽车制造业的压铸作业，但迟迟无法盈利。之后Unimation开发出用于点焊作业的机器人，受到汽车行业欢迎，市场大为拓展。1969年，通用汽车在俄亥俄州洛兹敦建立起一座革新性的工厂，使用28台点焊机器人，大幅度提高了生产自动化程度。1975年Unimation首次实现盈利。同时期，普尔曼公司对机器人行业失去兴趣，于1970年代初出售股票，Unimation又重新成为Condec（即前Consolidated）的子公司。

### 西海岸分部

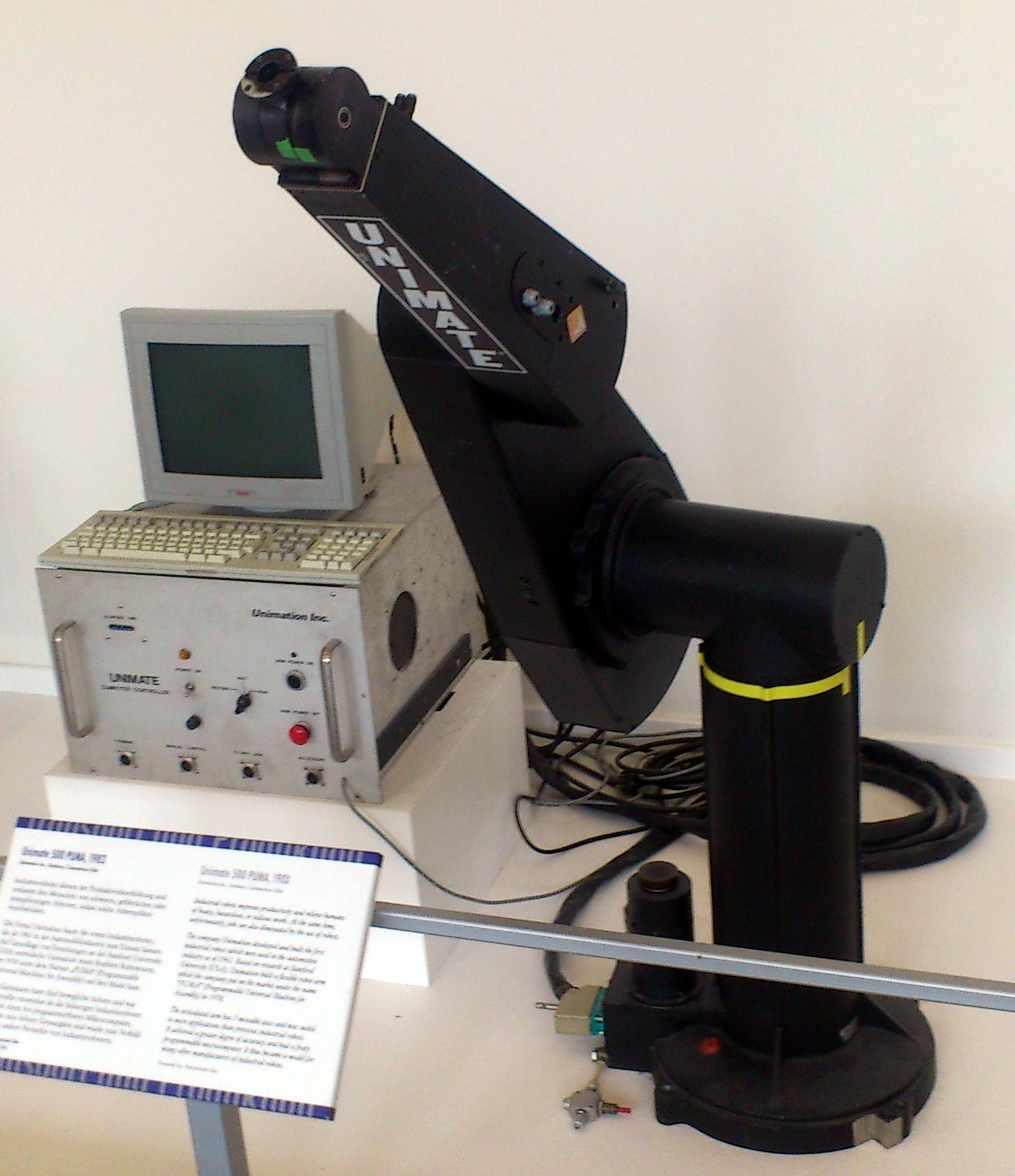
德意志博物馆展出的一台PUMA500型机器人

1969年，维克多·沙因曼开发出PDP计算机控制的斯坦福臂，是首个全关节电机驱动、计算机控制的机械臂。1973年，沙因曼联合Brian Carlisle和Bruce Shimano，在加州成立了一家名为Vicarm的小工作室来开发制造此型机器人，Bruce Shimano还开发机器人编程语言VAL。1977年，Unimation公司买下Vicarm工作室，成为Unimation西海岸分部，并进一步发展出可量产的PUMA机器人，计划用于轻量级的装配工业。
Unimation生产的原版PUMA未在工业界取得成功，但其电机驱动、计算机控制、可编程的设计成为后续机械臂的主流思路，而原版PUMA机器人则大多被院校和学界用于机器人教学和研究。1981年，沙因曼离开Unimation西海岸分部，与他人联合创立Automatix机器人公司；1983年，Unimation西海岸分部另两名核心成员Brian Carlisle和Bruce Shimano离去，创立爱德普机器人公司。

### 欧洲业务
1965年，Unimation开始拓展欧洲市场，先是以授权销售的方式与英国GKN公司合作。GKN公司在四年间卖出30多台Unimate机器人后决定终止合作。1970年，Unimation转而在英国特爾福德建立自己的分部，最初有6名员工。1978年，Unimation欧洲公司（Unimation (Europe) Ltd）成立。至1980年，欧洲公司员工增加到44人，在过去的十年内售出800台机器人，并开始建立本地生产线。至1985年，特爾福德工厂员工增加到210人，可每月生产12台PUMA 560型机器人。
除此之外，Unimation于1966年授权芬兰诺基亚负责在斯堪的纳维亚和东欧的销售。1980年代授权诺基亚生产PUMA型机器人。

### 日本业务
1960年代，川崎航空機工業（1969年合并入川崎重工業）从事制造化纤产业的工业设备，但随着化纤产业向东南亚转移，川崎寻求转型制造其他行业的工业设备。1966年，恩格尔伯格在日本东京举办工业机器人讲座，吸引了一众日企高管的兴趣。其后，川崎航空機工業开始接触Unimation公司。鉴于川崎航空機工業先前在化纤工业设备制造上有着精确液压伺服机构的制造经验，两家公司达成合作，于1968年正式签订合作和授权协议。川崎派出3名工程师前往美国学习技术细节。1969年，川崎在Unimation的授权下推出日本首个国产液压机器人“川崎-Unimate 2000”型。1972年，首家日本车企日產汽車将川崎-Unimate机器人应用于生产线，随后富士重工業（后名斯巴鲁）、丰田汽车、東洋工業（后名马自达）等车企也陆续跟进。
在经历1973年和1979年两次石油危机的震荡后，日本于1980年超越美国，成为全球最大的汽车制造国。与此同时也带来了工业机器人行业的兴盛，川崎在1981年一年就制造了500台Unimate机器人。
1981年，川崎引进投产Unimation公司的新型电机驱动机器人——PUMA机器人。川崎很快发现Unimation公司的PUMA机器人负载过小，无法满足制造业客户需求，于1982年转而自主开发电机驱动的大型机器人。1986年，川崎与Unimation公司终止合作，并独立进入北美市场。

## 公司终结

### 危机
至1981年，Unimation仍是全美最大的机器人制造商，约占据全美工业机器人市场份额的38%，略领先第二名的辛辛那提米拉克龙（Cincinnati Milacron）。但此时美国机器人已受到1970年代末兴起的日本机器人制造商的竞争。同时，恩格尔伯格仍坚持走液压驱动机器人的路线，拒绝转型电机驱动机器人。相比于液压驱动，采用电机驱动的机器人尽管输出功率较弱，无法胜任重负载的任务，但其有着更高的精确度，且售价低、故障率低，受到汽车、航空航天和电子等行业欢迎。通用汽车与Unimation理念不合，转而与日本公司发那科合作，推进电机驱动机器人并取得成功。与之同时，美国机器人市场严重依靠单一产业，其销量的一半都去往汽车制造业。
1981年，Unimation在其母公司Condec的施压下进行首次公开募股，股票代号RBOT，每股发行价23美元，1982年跌至10.75美元。

### 被收购
Unimation公司前景逐渐暗淡，1982财年，Unimation销售额为7100万美元，但利润仅为120万美元。1982年底，西屋电气以1.07亿美元收购Unimation，并对其重组裁员，同时转型电机驱动机器人。公司的状况之后仍未见好转，1984年恩格尔伯格辞去Unimation总裁职务。恩格尔伯格称西屋的初衷是好的，但两家公司的文化差异“就像抗体对上体内异物一样”。1985年Unimation销售额降至4500万美元。1987年，西屋电气为削减成本，将Unimation从康涅狄格州搬到西屋总部所在——匹兹堡，仅保留电机驱动机器人业务。
1988年被出售给瑞士史陶比尔，未披露收购价。

## 纪念
- 2002年，通用汽车向史密森学会的美国国家历史博物馆捐赠了PUMA机器人（英语：Programmable Universal Machine for Assembly）的最初原型。[30][31]
- 2003年，Unimate成为首批四个入选卡内基·梅隆大学机器人名人堂的机器人，以纪念其为第一个工业机器人。[32]